# 卡烏族

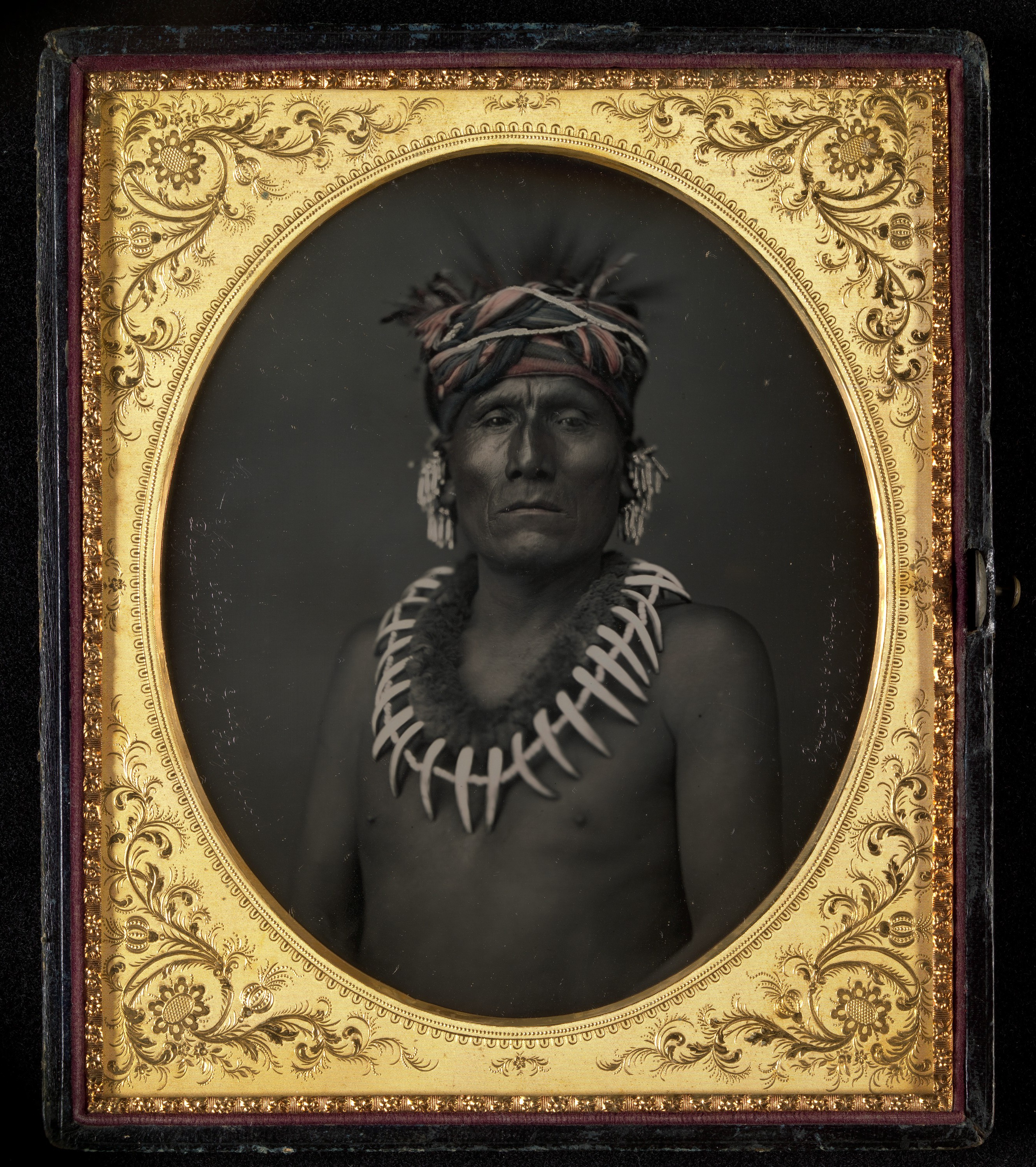
卡烏族酋長諾夏(1853)

卡烏族（Kanza、Kansa、Kaw），又稱「南風的子民」、「水之民」，是一支居住於奧克拉荷馬州和堪薩斯州的美國原住民，其語言卡烏語 （页面存档备份，存于）屬於蘇語族 （页面存档备份，存于）。堪薩斯州政府所在城市托皮卡，即來自卡烏語「Tó Ppí Kˀé」，意為「適合種植馬鈴薯的地方」。
卡烏族與鄰近的歐塞奇族關係密切，兩族時常通婚。

## 政府
卡烏族國的總部位於俄克拉荷馬州卡烏市 （页面存档备份，存于），部落管轄區域位於凱縣境內。在 3,126 名註冊會員中，有1,428 名族人居住在俄克拉荷馬州。